# おかみさん 新米内儀相撲部屋奮闘記
『おかみさん 新米内儀相撲部屋奮闘記』（おかみさん しんまいおかみすもうべやふんせんき）は、一丸の漫画。
相撲部屋を舞台にした作品で、小学館刊行の青年漫画雑誌『ビッグコミックオリジナル』に1990年から1999年まで連載された、単行本は全17巻。1992年度第38回小学館漫画賞青年一般部門受賞作品。
連載終了から約12年後、登場人物などを一新した続編『おかみさん平成場所 新米内儀わかばの相撲部屋奮闘記』が同誌に2011年から2013年まで不定期連載された。

## 概要
相撲界の常識も知らずに新興の春日部屋の内儀（おかみ）となったはつ子。料理も下手、家事もぎこちなく、相撲の知識もほとんどない新米内儀ではあるが、持ち前の明るさとひたむきさで、若い力士たちと時にはケンカし、時には励まし合いながらともに部屋をもり立てていく。相撲部屋と角界を舞台にした人情マンガであり、相撲に関する知識などもちりばめられている。
他の相撲漫画と相違する点は、大半のものが特定の力士（選手）を主人公として、出世の過程や取り組みの結果を題材としているのに対し、本作は相撲部屋を舞台としている点であり、本場所の描写は全巻通して簡略化されている他、力士が登場しない物語も存在する。

## 登場人物
本項では、2話以上登場した人物に限定して掲載する。

### 山咲 はつ子
春日部屋内儀。旧姓は田中。
物語の主人公。相撲とは全く縁のない生活をしていたが、短期大学在学中にお見合いで当時の現役力士・山風と結婚、山風が引退し春日部屋を創設して以降は新米内儀として、一筋縄ではいかない若い弟子たちの世話を見る。
連載初期は、角界に関する知識がないとされる描写が多かった一方、連載中期で大柄な男児と草相撲を取る描写も存在し、相撲に関する興味・関心はそれなりにあると見受けられる。
性格はかなりおっちょこちょいで感情の起伏が激しいが、前向きで楽天家。一方で真面目に思い悩み過ぎることも多い。春日部屋のアイドル的な扱いが多いものの、実際は若いながら力士たちの母親代わりを担っている。
料理（チャンコ）の腕は殺人的に下手で、連載初期には鍋にアボカドを入れるなど奇抜なメニューを作り、弟子たちにも恐れられ、春日部屋を訪れた友人たちにも酷評された。その一方、カレーライスは唯一の得意料理としているが、これは婚前に春日親方（山風）との出会いの場となったアルバイト先の喫茶店でレシピを教わった。
容姿が幼いため、春日親方と並んだ際に夫婦ではなく父娘に間違われる描写が多かった。
連載開始時は20歳。単行本17巻で長男・力（ちから）を出産。 春日部屋の力士及び床丸を含めた大半の人物には「おかみさん」と呼ばれているが、三重親方及び母・みのりには「はっちゃん」と、春日親方及び父・勇蔵には「はつ子」と、それぞれ呼ばれている。
本作と続編『おかみさん平成場所』の両方に登場した唯一の人物。続編の第1話に主人公・わかばの同門部屋の先輩おかみとして登場しているが、本作から年月が経過しているためか、ややふくよかな体格になっている。

### はつ子の親族

#### 田中勇蔵
はつ子の実父、大学教授（工学博士）。はつ子と春日親方の縁談を持ち掛けた当事者であるが、一度ははつ子が相撲部屋の内儀となることは難しいと判断して縁談を破棄させようとした。そのため、はつ子には我儘で偏屈な世間知らずな父親と評されている。しかしこれは娘に苦労を掛けたくないという親心の表れであり、幼少期のはつ子がならず者に危害を加えられかけた際に身代わりになって殴られたり、春日親方の器量を計るべく相撲の勝負を挑んだりするなど、父親としての愛情も描写されている。

#### 田中みのり
はつ子の実母、専業主婦。夫の勇蔵とは対照的に楽観的で陽気な女性。はつ子が妊娠して春日親方が巡業で不在になった際は春日部屋に泊り込み、はつ子（及び留守番の弟子）たちの世話役を担い、マタニティブルーに陥ったはつ子の不安を払拭する発言をして励ました。はつ子とは対照的に料理の腕前は良好。

### 春日親方
春日部屋師匠。本名は山咲一雄。
大分県出身。現役時代の四股名は山風、最高位は関脇で倉品部屋所属。はつ子と交際していた時期に幕内優勝を遂げ、まもなく結婚。大関・横綱もねらえる器と評されたが、腰の痛みが原因で引退し、年寄・春日を襲名、それから間もなく独立し部屋を興す。厳格で口数が少なく、相撲道に対しては真剣そのもの。時折含蓄に富んだコメントを発する。連載開始時は30歳、年齢に見合わない頭髪の薄さが強調された描写も多々ある。普段は泰然自若と構えているが、花嵐が優勝争いに絡んだ際や、はつ子の出産の際には、慌てる姿が見られた。また、咸臨丸及び逆波が十両昇進を目前にプレッシャー過剰に陥った際は両者を笑顔で激励したり、はつ子が思い詰めた際には話に耳を傾け、豪快に笑いつつも理路整然とした説明ではつ子を安心させたりする温かい側面もある。その他、元兄弟子が経営するちゃんこ料理店を訪れた際は、従業員の青年が同僚と折り合いが悪く孤立している様を目の当たりにし、その青年に店外で声をかけ自身の経験を交えて激励し、床丸の孫・薫が床山志望を撤回して床丸を憤慨させた際は、薫を自室に呼び出して本心を語るように諭すなど、困っている人物に歩み寄ることを厭わない性格である。
はつ子の作中における証言によると、現役時代は高所恐怖症であり、著しい音痴であったという。また、料理の腕が良い旨も描写され、単行本13巻以降では、体調を崩したり悪阻に苦しんだりしていたはつ子の為に自ら厨房に立つ描写もされた。
春日部屋の力士及びはつ子を含めた大半の人物には「親方」と呼ばれているが、三重親方などの親しい人物には「山ちゃん」と、はつ子の父には「一雄君」と、はつ子の母には「一雄さん」と、それぞれ呼ばれている。
デフォルメにおいては、前髪数本のみにスキンヘッド・口周りと顎に蓄えた髭・垂れた眉・吊り上がった細い目が描写される。
外見のモデルは元プロレスラーの山崎一夫。

### 春日部屋所属力士

#### 夏木（なつき） 改め 花嵐（はなあらし）
春日部屋所属力士（連載開始時：幕下13枚目→最高位：小結→連載終了時：前頭）。
連載当初の部屋頭。大分県出身。春日親方の倉品部屋時代からの弟弟子。単行本1巻第十話で新興春日部屋では最初の関取（十両）となる。本名（及び連載初期の四股名）は夏木竜二。十両昇進を目前とした時期に、はつ子に四股名の命名を依頼する。春日親方の姓「山咲」からの「花」の連想と現役時代の四股名「山風」を組み合わせて「花嵐」となる。単行本9巻では前頭8枚目に在位した場所で初日から11連勝し、最終成績を12勝3敗の準優勝として殊勲賞及び敢闘賞をダブル受賞した。
連載当初の部屋頭であると同時に、部屋一番のイケメンで、派手好き女好きの享楽的な性格。女性にモテる性質がある一方、嫉妬深い一面も描写された。幸子とは中学時代から交際して、後に結婚。連載終盤では、女児に恵まれ親バカな面も見せた。そっぷ型体型の技巧派力士で、幸子と婚約中に居反りをアレンジした“花嵐ローリングスペシャル”を開発すべく挙式を延期させた。幸子の作中における証言によると、入門前はケンカが強かったらしく、作中においてはそれを裏付けるかのように安室・平山をはじめとする付け人に対し過激な粗暴行為をはたらくことも多い。床丸の作中における証言によると、17歳で入門した当初は著しく軽量で下痢体質だったため、兄弟子に「ヒョロピー」と呼ばれていたという。 作中では頭髪が薄いことに対しコンプレックスを抱き、自信の頭髪のみならず他の力士の頭髪を気に掛ける描写が見られた。また、このことから連載初期には「モト夏木」のあだ名が付いていたとされた。 験（縁起）を担ぐ主義で、上述の優勝争いに絡んだ場所でははつ子の手料理を食したり、国技館まで赴く際の歩数をも調整したりした他、後述する通り他の力士の験にも気を配る。また、大竹が体験入門をした際には稽古相手となった佐藤を馬鹿にした挙げ句、逆波に反抗的な態度を取ったにも関わらず、その度胸と素質を評価し讃え、逆波が三役昇進を目前にプレッシャー過剰に陥った際には飲みに誘い、初音が毎年の九州場所で験担ぎに通っているラーメン店の屋台が見当たらず不調に陥った際は、その話を耳にするや否や、探すことを諦めようとしていた初音に験担ぎの重要性を主張しつつ、付け人と共に屋台を探し回り発見に至るなど、上述の粗暴性の一方、力士らしい義侠心も持ち合わせる。
連載初期（単行本2巻中盤まで）は、本姓で呼ばれていたが、それ以降は「花関」と呼ばれた。

#### 高田（たかだ） 改め 逆波（さかなみ）
春日部屋所属力士（連載開始時：幕下43枚目→連載終了時：大関）。
青森県出身。本名（及び連載初期の四股名）は高田信夫。身長176cm。春日親方の倉品部屋時代からの弟弟子。口数が少なく無愛想ゆえに、倉品部屋時代は兄弟子達にいじめられ、春日部屋移籍後も花嵐が十両に昇進した直後は集中的に扱き使われたり暴行を受けたりしていた。自身も部屋の後輩や付け人にプロレス技をかけたり、稽古で過剰にしごいたりすることが多く、特に向上心がいまいち感じられない桜丸には厳しく当たる。その花嵐以上の粗暴さゆえに、桜丸をはじめとする付け人には憎悪の対象とされ、十両から幕内下位に在位していた時期は観客からブーイングを受けることもあった。また、人前で放屁をすることを憚らず、桜丸や佐伯はその悪臭にしばしば辟易する。その一方で、咸臨丸が幕下優勝を目前とした際は他の全勝力士に勝利することで援護射撃を遂げ、春日部屋後援者・花嵐・咸臨丸を交えた酒席で杉井が悪酔いした際は、悪態をつかれるなどの過激な被害を受けたにも関わらずお開き直後に杉井の自宅を訪れて飲み直しを持ち掛け、桜丸が文通相手に送ろうとした手紙を他の力士が勝手に読んでいた際はその手紙に虚偽を交えた自身の悪口が記されていたにも関わらず勝手に読む行為を失礼であるとして嗜め、春日親方が後述の理由により佐伯及び柳の入門許可を渋った際は入門を認めるように取り成すなど、人一倍の義侠心の持ち主でもある。幼少時に実母を亡くし、のちの継母及び異母弟とは折り合いが悪く、実父も出稼ぎで不在にすることが多く、孤独な少年時代を過ごしたものの、祖父には多大な愛情をもって育てられた経緯があり、お年寄りに対しては尋常ならざる気遣いを見せる。享楽的な花嵐とは対照的に、あんこ型体型で押し相撲一辺倒の「不器用な力士」で、相撲に関して著しくストイックで人一倍の集中力の持ち主ゆえに、場所中には相撲以外のことを考えられなくなることすらある。最終話で大関に昇進、春日親方の現役時代の地位を越え部屋の出世頭となる。女たらしな花嵐や咸臨丸とは対照的に女性には著しく奥手ゆえに、安奈とは単行本5巻第四話で面識を持って交際を開始して以降、極めてプラトニックな関係を続けていると見られる。自身は交際自体にプレッシャーを感じていると見られ、はつ子に唆されて連絡を取ったり、安奈について付け人に言及されて鉄拳制裁を下したりする描写も多々見られた。呼ばれ方は時期（地位）によってまちまちで、単行本3巻で関取になって以降は、花嵐以外の春日部屋力士及びはつ子・床丸など後援者には「逆関」と呼ばれた一方、春日親方・花嵐・喜屋武には四股名を呼び捨てにされていた。

#### 咸臨丸（かんりんまる）
春日部屋所属力士（連載開始時：幕下23枚目→最高位：幕内→連載終了時：十両）。
イタリア出身。本名のファースト・ネームはアントニオ。「イタリアの太陽」と呼ばれる程のラテン系らしい陽気な性格と、公害のような大きな笑い声の持ち主かつ、多数の女友達と交際するプレイボーイとされる。幕下上位で全勝優勝を遂げ、逆波と同時に十両に昇進し、のちに幕内にも在位。単行本9巻以降は膝の負傷により十両に陥落。作中ではつ子が作ったちゃんこを喜んで食べる数少ない人物。引退後は年寄として協会に残るのではなく、故郷のソレントへ戻ることを考えている。花嵐や逆波のような粗暴性は無く、逆に十両昇進直後の花嵐に扱き使われていた逆波の仕事の一部を担おうとしたり、酒席において後援会会長と杉井の喧嘩の仲裁を担ったりするなど、「お人好し」な傾向が顕著である。単行本1巻の描写によると、手紙などで文章を書く際に舌を露わにする癖がある。

#### 道灌山（どうかんやま）
春日部屋所属力士（三段目23枚目→最高位十両→廃業）。
東京都文京区出身。本名は作中で明かされていない。年齢は単行本10巻の時点で27歳で、はつ子より2年年上と見られる。四股名は住んでいた地名から。単行本第1巻の描写によると、趣味はヘビーメタル鑑賞。春日部屋一の大柄のあんこ型力士。花嵐・咸臨丸・逆波に続く実力を持っていたが、肝心な時期に怪我に泣かされる不運が重なり、初音に先を越される。都会っ子らしくドライな性格で、幕下上位で十両が見え始めた頃、あっさり引退を決めるがはつ子の説得により撤回、直後に相撲に強みを増し十両昇進を決定させる。しかしその時点で既に負傷や加齢を理由に心が折れ、しばらくは気力を振り絞り十両に在位し続けたものの、十両下位に在位した場所で膝に致命傷を負い、2勝13敗と大敗して幕下陥落が確定した直後に引退した。 幕内にも昇進できず、十両にも長くは在位できなかったが弟弟子（特に西村）には慕われた。引退後はチャンコ料理店に就職したと見られる。

#### 高崎山（たかさきやま）
春日部屋所属力士（三段目→廃業）。
大分県出身。本名は臼木慶二郎。四股名の由来は大分県大分市・別府市の境界ある同名の山と見られる。自他が認めるサルのような風貌で、明るい性格で弟子同士の宥め役を務めたり、しゃべり・歌のうまさを活かし部屋の宴会部長を務めたりする。しかし早い段階で自分の実力の限界を悟り、20代半ばで引退を決意。はつ子や近所の保育園の子供たちに励まされて一度は続投の意思を示したものの、26歳で引退。最高位は三段目7枚目。引退後は春日親方の要望により、部屋のマネージャーに就任、事務・来客対応・スカウトなどの仕事に励み、第二の人生を歩む。後述する経緯で知り合ったシングルマザーの女性・林由美子と結婚。
力士として出世はしなかったがそれなりに腕っ節は強く、引退後、単行本7巻で谷をスカウトする為にはつ子と共に大分に赴いた際、谷が刃物を持ったチーマー5人を相手に喧嘩をしようとした所を止めに入り、直後に襲い掛かってきた全員を一人で叩きのめしてしまい、谷を驚かせ、駆けつけた警官も困惑させた。更に、単行本16巻ではスカウト中に立ち寄ったパチンコ店でフリーランスの悪党を称する刺青を彫った大柄な青年と意気投合した際には、その後同伴した居酒屋で腕相撲勝負を申し込み、見事に勝利して青年を唖然とさせた。
力士として出世できなかった理由は、闘争心が欠如していたことにある旨を自覚しており、上述のスカウトの為に大分に滞在中、母校（中学校）に赴き恩師と再会した際には、恩師にも人が好過ぎる性格が力士に適していなかった旨を指摘され、その人柄を証言すべく校庭の花壇を率先して手入れしていた逸話も披露された。

#### 初音（はつね）
春日部屋所属力士（序二段→十両）。
和歌山県出身。本名は鈴木浩（弘）。ギョロ目と公家のような眉が特徴。幼い頃に後述する関脇・藤ノ川にサイン色紙をもらったことから力士を志し、関取になるまで帰郷しないと決心し、取的時代は両親と会わずにいた。十両昇進を前にした時期には、加齢に伴い衰えて番付を降下させながらも現役に執着する藤ノ川に対し、幻滅のあまりサイン色紙を破棄しようとした。しかし春日親方に見つかり「藤ノ川関はちっぽけなプライドを捨てて限界に立ち向かうことで、若い衆に生き様を伝えようとしている、それに対してとやかく言うべきではない。」などと諭され、藤ノ川に対する敬意を取り戻した。この一件から間もなく、幕下上位で6連勝して迎えた千秋楽に十両最下位で7勝7敗と幕下陥落の危機に瀕した藤ノ川との入れ替え戦が組まれ、この取組に勝ち、部屋で4人目の十両昇進を果たす。作中で唯一、兄弟子(道灌山)の地位を追い越し関取になった力士。昇進後、部屋の取的力士から距離を置かれ疎外感を味わうが臼木に励まされる。
怪我をして入院した際に後述する看護師・美保と親密になり、以降交際を継続。
単行本2巻で、名古屋場所の宿舎の寺院を舞台に部屋の一同で肝試しをした際には「オカルトマニア」と言う一面も見せた。単行本8巻では視力2.0であることが明らかにされた。また、連載後期ではアダルト雑誌の収集を趣味とする描写もなされ、コスプレ・洋物など嗜好は幅広く、美保と交際を開始して以降も収集は続けていると見られる。
場所によって好不調の波が激しく、自身も関西出身ながら、大阪場所の雰囲気を苦手としている。

#### 桜丸（さくらまる）
春日部屋所属力士（三段目→幕下（連載中に繰り返す））。
大阪府出身。本名は桜田（ファーストネームは不明）。「ムーミン」「オカマちゃん」などと呼ばれる、力士らしからぬ温和な顔付き。饒舌で明るいお調子者だが泣き虫で、些細なことに大騒ぎしたり、からかわれて号泣したりするなど、感情表現が何事も大げさでいじられやすいキャラクター。逆波からは日常的にプロレス技をかけられたり稽古で過剰にしごかれたりして号泣することが多いものの、桜丸自身は逆波を慕っている。もち肌で柔軟な体の持ち主だが、当初は天性の体の柔軟性を生かせず、逆波の押し相撲の真似をしようとして伸び悩んだ。上述の通り泣き虫であることに加え、出世願望が低い消極的な性格ゆえに、逆波のみならず他の部屋の力士からもいじめの標的とされたり、春日親方や床丸に叱責されたりしている。独自の四つ相撲に転向してからは、大竹との同部屋決戦を制して三段目全勝優勝も経験。酒に酔うと人格が変わる。

#### 真弓（まゆみ）
春日部屋所属力士（序二段→廃業）。
本名は真弓孝一。入門前からの親友・堂堂力と並ぶ春日部屋のいたずら者だったが、実父が癌で他界した直後、実家の酒屋を継ぐために角界を去り、春日部屋最初の引退力士となった。通常は力士が引退する際は断髪式が執り行われるが、真弓は春日部屋への未練を断ち切るべく断髪式の段取りがなされる前に無断で理髪店に赴き髷を切って、はつ子や堂堂力を狼狽させた。引退後も堂堂力の成績を常に気にかけており、単行本4巻では春日部屋を訪れ、単行本15巻では電話口から発破をかけた。実父の葬儀を終え引退の挨拶を兼ねて部屋に戻った際には、部屋の力士に怪獣のフィギュアを「自慢のコレクション」としてプレゼントしているが、他にもキャラクター物のフィギュアを集めていた模様。また引退の直前には、深夜の国技館に侵入し、前掛けを化粧まわしに、桜丸を太刀持ちに、堂堂力を露払いに、それぞれ見立てて横綱土俵入りの真似事をした。その時に撮影した写真を記念品として受け取り、帰郷の電車内で涙を流した。

#### 堂堂力（どうどうりき）
春日部屋所属力士（三段目→幕下→廃業）。
本名は高橋（ファーストネームは不明）。いたずら好きで部屋のムードメーカー的存在。しかし肝心の相撲は、三段目上位～幕下下位まで昇進した時点で満足してしまい、向上心がうかがえず、稽古も身に入っていなかった。この点を真弓や春日親方に指摘される描写も多々見られ、耳の痛い指摘に逆ギレすることも多かった。新弟子たちからも兄貴分として慕われていたが、結局幕下下位を乗り越えられず、単行本17巻で引退。臼木の下でマネージャー業の研修に励む。
尚、作中のやり取り（会話の口調など）から、初音・桜丸・真弓・堂堂力の4名は同期生で同い年と見られる。

#### 佐藤（さとう）
春日部屋所属力士（序の口→幕下）。
北海道出身。本名は佐藤敏雄。連載開始時は16歳の新弟子で、髷がなかったが、大竹の入門直前に初めて髷を結った。円らな瞳とそばかすが特徴。少年時代から劣等感が強く、内気で消極的な性格が災いし、桜丸同様に花嵐や逆波に厳しく咎められる事が多い。当初は稽古にも消極的だったが、大竹が体験入門した際に稽古相手に命じられて以降、積極性を増してきた。床丸の女友達の前で自殺をほのめかす発言をしたこともあり、その際にはその女性に強く叱責された上で自信を持つように諭され、涙ながらに思い直した。作中で弟弟子を呼び捨てにせず「君」を付ける数少ない力士。

#### 大竹（おおたけ） 改め 鯉昇（こいのぼり）
春日部屋所属力士（序の口→幕下）。
高知県出身。本名は大竹美男（よしお）。本項の各記事では便宜上当該人物を「大竹」で統一している。愛称は「タケ」。ごつい顔にニキビ面なので「ジャガイモ」と呼ばれることも。単行本2巻で初登場時は中学生。全国中学選手権3位の実力だが、体験入門で自分より格下と思っていた佐藤との稽古でプロの厳しさを実感。卒業後、春日部屋に入門。上述の経緯から佐藤には頭が上がらない描写がある。幼い頃は家庭が生活費にも事欠くほど貧しかったものの、後述する父親がその貧しさに立ち向かい工事現場などで我武者羅に働く姿を尊敬していた。一方で、事業に成功して以降の父親の裕福さを鼻にかけつつ自身に甘い言葉をかけて構おうとする行状には強い嫌悪を示していた。生い立ちもあり、負けず嫌いで人一倍の闘争心の持ち主で、筋力トレーニングにも強くこだわり、虫垂炎をこじらせて入院した際も、病棟にダンベルなどのトレーニング用具を持ち込もうとした程であった。単行本9巻で初めてマゲを結った際には、部屋の兄弟子たちから「コンパチ（デコピン）」を受け祝儀を貰い、更には床丸のアドバイスで部屋周辺の商店街を回り同様の儀式を受け、その祝儀を母校の相撲部に寄付した。三段目で全勝し、桜丸と同部屋決戦を行ったこともある。単行本16巻で近所の幼稚園で鯉のぼり設置作業を手伝った際に、鯉が滝を昇って龍となる中国の故事を聞き、それに基づいて四股名「鯉昇」を名乗る。ちなみに日本相撲協会の年寄名跡に読みが同じ「大嶽」が存在する関係上、実在の力士が本作と同様に「大竹」の四股名を名乗ることはあり得ない。

#### 安室（あむろ）
春日部屋所属力士（序の口→幕下）。
東京都出身。本名は安室翔。単行本6巻で初登場時は中学生。谷と同期入門。体験入門でボンナカを行われ、自尊心を傷つけられるが、自身より後に入門するであろう弟子に同様に自身の手でボンナカを行おうと志しつつ入門。実家は焼肉屋で、春日部屋からそれほど遠くないこともあり、入門直後は頻繁に実家に立ち寄り「スカシの安室」と揶揄されていた。普段はお調子者で目立ちたがり屋な性格だが案外繊細なところもあり、重要な局面では緊張してすぐ下痢気味になる。前相撲で全敗を喫して帰路で負け惜しみをした際は、春日親方に気軽に実家に帰る行為は甘えで、精神的な弱さの起因になるので帰省を控えるよう忠告された。幕下上位で十両と対戦した際は大銀杏を結ったことで舞い上がった挙げ句に自身の取り口を｢オールマイティー｣と抽象的に評したり、一生懸命だから結果が出なくても許されると主張したりして床丸に厳しく咎められた。

#### 谷（たに）
春日部屋所属力士（序の口→幕下）。
大分県出身。本名は谷恵一。単行本7巻で初登場時は中学生。臼木にとっては中学の後輩に当たり、春日親方及び花嵐にとっても同郷の後輩に当たる。子供の頃から体が大きかったが性格は内気だった。小学校高学年の時期には地元の不良に体格のことでからかわれ、それに抗するうちに次第に素行が悪くなったと言い、初登場時はヒゲを生やした厳つい風貌で、喧嘩に明け暮れる日々を過ごし、地元では有名な不良だった。臼木とはつ子のスカウトにより入門。入門後はむしろ控えめな性格となり、お調子者の安室をたしなめる場面が多い。ただしたまに激情家・寂しがりの側面が出ることもあり、「実母に会いたくなった」ことを理由に「探さないでください」という置手紙をして部屋を脱走し、東京駅ではつ子に発見された後も、頭を総髪からモヒカンにしたり窃盗行為に及んだりして、はつ子の手を煩わせた。この時ははつ子に本音を打ち明けたところ、はつ子は谷を信用して帰省を認めたが、本人の意思により即日に帰参。上述の通り、部屋に戻った際にはスキンヘッドにした。ケンカ戦法の延長のような取り口であまり頭を使わないため幕下下位で停滞。因みに髪は癖があると見られ、マゲが結えるようになる前に「マッシュルームカット（安室曰く）」になっていた時期もあった。

#### 金森（かなもり）
春日部屋所属力士（序の口→幕下→廃業）。
東京都出身。本名は金森勝也。単行本10巻で初登場時は高校生。母子家庭で育ち、全国中学選手権優勝、高校1年で全国大会制覇、2年で国体優勝の逸材。倉品部屋への入門が半ば決まっていたが、はつ子のドジな仕事姿に魅力を見出したとして、急遽春日部屋に入門先を変更。鈍感でふてぶてしい性格から兄弟子に対しても物怖じしないが、逆に後輩からも物怖じされていない。将来を嘱望された部屋期待の星だったが、十両昇進を目前にして椎間板ヘルニアを発症して自身の取り口が発揮できないのは本末転倒として、単行本15巻において自ら引退を決断。引退から間もない時期はニートとなっていたが、後に母の紹介により一般企業に就職。直後の正月に春日部屋を訪れ、高校の後輩たちを指導する描写もあった。

#### 佐伯（さえき）
春日部屋所属力士（序の口→三段目）。
本名は佐伯望。単行本11巻で初登場時は中学生。身長195cmの長身。平山・西村と同期入門。逆波のファンと公言し、自ら付け人を志願した変わり者。人を小馬鹿にしたようなにやけた笑い顔が特徴。逆波にしこたま殴られても、へこたれず言い返す図太い神経の持ち主で、作中でもほとんど感情を表に出さず無表情に近い容姿に描かれている事が多い。幼少時に両親が離婚し父親に引き取られたことから、母親を想う一面もあり、体験入門の際は父親の再婚に反発すべく家出をする形で春日部屋に押し掛け、春日親方には親元に帰るように命じられたが、はつ子が駅まで送る直前に失踪し間もなく逆波に発見され、別の男性と再婚した母親への恋しさを主張した所、逆波に扱かれたが、この過程で素質と根性を評価され、春日親方から入門の許可を得るに至った。新弟子時代にも、再会した母親から貰ったお守りを「彼女に貰った」と虚偽を交えて自慢した結果、そのお守りを大竹及び安室に隠されて、怒りを露わにする場面が描かれている。
単行本13巻で描写された自己紹介によると、おとめ座のB型・趣味は天体観測で、好物は焼鳥丼を始めとする丼もの。

#### 平山（ひらやま）
春日部屋所属力士（序の口→序二段）
本名は平山洋一。単行本12巻で初登場時は中学生。入門直後から花嵐の付け人を命じられ、花嵐に苗字と容貌にちなみ「ヒラメ」というあだ名を命名された。 佐伯と比べておとなしい性格ゆえに、花嵐にはつ子のちゃんこ料理を無理やり食べさせられたり、前相撲での負けっぷりを嘲笑されたり、巡業先で付け人業務が緩く楽ができることを嫉妬すべく鉄拳を受けたりするなど、桜丸と同様に弄られている。
幼少の頃は少食で、学校の給食の時間が苦痛だったと述懐している。

#### 西村（にしむら）
春日部屋所属力士（序の口→序二段）
本名は西村透。単行本12巻で初登場時は中学生。太い眉毛とドングリ眼が特徴で、花嵐に命名されたあだ名も「ドングリ」。引退間際の道灌山の付け人となり一番一番命を賭けた相撲のすごみを教えられる。前相撲で一番も勝てなかったときは落ち込み、スカシを試みる程だったが、道灌山の説得と激励により続行に意欲を見せる。

#### 玉置（たまおき）
春日部屋所属力士（序の口→序二段）。
本名は玉置善郎。単行本13巻で初登場時は中学生。愛称は「タマ」。
思考力・動作が鈍く、おっとりした風貌・性格で、春日部屋に体験入門をした際には他の入門志望者4人にその鈍さを咎め立てられたことで一悶着が起き、その4人が前途多難を感じ入門を取り止めて春日部屋を去る事態に陥ったが、唯一春日部屋に残留し、正式に入門したように、相撲好き・稽古好きという点に関しては部屋でも一二を争う。入門直後に兄弟子達と恋愛談義で盛り上がった際には「人妻への恋心」を主張してはつ子を慌てさせたが、その「人妻」ははつ子のことであることを、はつ子がいない兄弟子たちの前で明らかにした。 春日親方は玉置の潜在能力を高く評価し、体験入門における一悶着の際、部屋を去った4人については切り捨てる発言をした一方で、玉置が残留したことについては安堵する発言をしていた。
将来。春日部屋を背負って立つことになる。

#### 柳（やなぎ）
春日部屋所属力士（序の口→最高位：幕下→三段目）。
本名は柳貴政。単行本14巻で初登場時は18歳。身長170cm・体重80kg前後。玉置より2場所遅く入門、連載中に春日部屋に入門した最後の新弟子。
高校時代は相撲部がないため柔道部に所属し、かなりの成績を上げていた。体験入門で逆波に稽古をつけてもらった際は、立合い八艘飛びからの大外刈り（二丁投げ）で逆波を倒した。身長・体重ともに部屋では最も小兵であるが部屋きっての理論派で、栄養学・相撲の技術・トレーニング法・過去の取組の知識などにかけては誰にも引けを取らない相撲マニアで、入門前から殆どの相撲中継をビデオに録画し保存し、それらを入門の際にも部屋に持参した。兄弟子であろうと無愛想で小馬鹿にした口調を取るため生意気に思われがちで、人の短所も科学的に指摘することは他の力士たちからはあまり良く思われていない。特に佐伯とは犬猿の仲で、自腹で購入したプロテインの粉末を隠されたり、身体の小ささを嘲られる発言をされたりして取っ組み合いになったこともある。 春日部屋の力士たちには煙たがられる一方、同じく小兵の関取である前の海には気に入られ、自宅に招かれて技術的なアドバイスを受けたこともある。また、上述の通り逆波にも相撲に対する情熱を評価されている。食が進まないことが入門当初からの悩みであるが、はつ子に餃子を作ってもらった際は、栄養のバランスが筋肉の発達に最適であるとして大量の餃子を完食した。

### 裏方

#### 床山・床丸（とこまる）
春日部屋所属の床山。
本名は丸山（ファーストネームは不明）。特徴は小さな体と禿頭、牛乳瓶底のような眼鏡。定年（65歳）をゆうに越えていると見られる風貌ながら、現役で春日部屋所属力士の髪を結う活発な老人。はつ子や若い力士たちに対して、時折人生訓・相撲道に対するアドバイスを行う。力士たちの頭髪を丁髷以外に見立てるパフォーマンスを行うこともある。孫の薫を床山にして自分の跡を継がせ、自身は退職する方向に話が進んだこともあるが、直後に薫が行司を志望している旨を知った際には憤慨したものの、最終的には薫の主張を認め、以降も現役で髷を結い続ける。 家族について、作中には孫の薫以外登場しないが、はつ子及び逆波のセリフ（連載初期）によると「曾孫までいる」とのこと。

#### 行司・薫（かおる）
春日部屋所属の行司。 本名は丸山薫。上述の通り、床丸の孫。身長161cmで小太り・童顔の少年。単行本5巻で初登場時は18歳。 当初は力士志願だったものの、身長が新弟子検査の合格基準に届かず断念。別の形で土俵に上がるべく行司を志したものの、祖父の床丸には本音を打ち明けられずにいたが、春日親方の取り成しにより行司として初土俵を踏んだ。

### 力士の親族

#### 逆波の祖父
単行本1巻及び8巻の逆波の回想に登場。上述の通り、孤独な少年時代を過ごした逆波を理解し、歩み寄り続け、力士になりたいとする夢も応援したが、逆波の入門直前に逝去し、晴れ姿を見ることはできなかった。

#### 咸臨丸の母
単行本1巻に登場。咸臨丸から送られた「曙関のライバルとして注目されている」とする虚偽の内容の手紙を鵜呑みにして突如春日部屋を訪れたが、三番稽古で夏木に扱かれている実態を目の当たりにして、居た堪れなくなり咸臨丸を連れて帰国させようとしたが、咸臨丸本人が拒否したことでその覚悟を理解し、角界で成功するまで帰国はさせないとする発言をした上で単身帰国した。咸臨丸の証言によると、手料理ははつ子の作るちゃんこと味が似ていると言う。

#### 咸臨丸の伯父
単行本9巻に登場。都内でイタリアンレストランを経営。かつてはプロサッカー選手だったが、膝を負傷して引退した。咸臨丸が膝を負傷して著しく落胆し引退をほのめかした際には、即座に気の迷いを見抜き激励した結果、咸臨丸は再起に至った。咸臨丸は18歳の当時、この伯父を訪れるために来日した際に、レストラン内で春日部屋後援会長にスカウトされて入門した。

#### 鈴木要蔵
初音の父。単行本5巻で初登場時は57歳。初音はこの父親には力士になって以降も腕力では敵わないとされた。初音の入門直前には「新聞に載るくらいに有名になるまでは帰ってくるな」と言い残し、密かに出世を見守っていた。初音が序二段から三段目に昇格した時期に1行だけ新聞記事に掲載された際は帰郷を促す連絡をし、上述の藤ノ川戦の当日には妻と共に春日部屋に駆け付け、勝利した後に「優しさを厳しさを持ち併せた男になれた」と初音を評した。

#### 鈴木やす子
初音の母。単行本5巻で初登場時は47歳。非常に涙もろい性質で、故郷を後にした息子を涙ながらに見守る。

#### 真弓陽一
真弓の実弟。単行本4巻で初登場時は小学生。太い三角形の眉毛は兄に瓜二つ。兄が堂堂力と口論になり険悪な雰囲気に陥った際も「友達だから喧嘩くらいする」として和解を信じていた。

#### 佐藤の兄
子供の頃から学業・スポーツ・社会性ともに優れ、東京大学卒業。単行本6巻で初登場時は商社で課長を務める。劣等感に苛まれて卑屈になっていた弟に「恵まれた身体を活かしてみろ。」と力士になることを勧めた。弟が序二段下位から序の口で負け越しが続いた際は、自身の海外赴任（左遷）が迫っている関係上、身の世話をできる時間が限られているとして引退させるべく春日部屋を訪れたが、直後に積極的な稽古の様子を目の当たりにして、引退させる意向を撤回した。

#### 大竹の父
地元・高知県で会社を経営する資産家。若い時は貧しかったが、事業で成功して以降は妻子に裕福な生活をさせていた。単行本5巻で妻と共に春日部屋を訪れた際は、父親として構おうとした息子（大竹）に激怒され、その場に居合わせた春日親方が大竹の悪態を強く咎めたことで板挟みに陥ったものの、春日親方の取り成しにより、大竹の心境を理解し、最終的に和解に至った。

#### 大竹の母
眼鏡をかけ高級な着物をまとった細身の貴婦人。大竹のことを「美くん（よしくん）」と呼んでいる。上述の経緯で大竹が激怒した姿を目の当たりにした際には、卒倒し倒れ込んでしまった。

#### 金森佳子
金森の母。単行本10巻初登場時は保険会社の外交員で営業成績はかなり良好とされる。金森が5歳の時に夫を亡くして以降、女手一つで金森を育てる。金森の相撲に対する情熱を信用し、相撲を習い始めた当初、身体が細く負けてばかりいたにも関わらず「受け身が上手い」と褒めたり、陸上競技を勧めた担任教師に対し職員室に乗り込んで「小さいのがダメならば、息子に牛乳を飲ませて（身長を）2mにしてみせる」と啖呵を切ったりした。金森が小学3年生の頃に書いた、母を労う思いと力士になって親孝行をする夢を題材とした作文を大切に保管し、読み返している。金森が引退した際は、息子の前では冷静に振舞いつつも、心理的に動揺し、引退の理由を確認すべく春日部屋を単身で訪れた。

#### 竹田佳子
佐伯の母。単行本11巻初登場時は都内で再婚して新たな家庭に入り、春日部屋から失踪して会いに行こうとした佐伯には振り向こうとしなかった。単行本12巻では佐伯にお守りを送り、後日春日部屋を訪れ激励の言葉をかけた。

### 見習い弟子

#### 西川（にしかわ）
春日部屋の見習い弟子。単行本7巻で初登場時は大学生。「部員が3人しかいない」相撲部出身で実績も幕下付出の基準を満たしていなかったため、安室や谷と同期で前相撲から出発する必要があった。年齢制限寸前で周囲の反対を押し切って入門した。細身の体形で体重が合格基準に足りなかったため、春日部屋滞在中に大量の飲食を試みたり、検査直前まで水を飲んだりして増量に励んだが、結局新弟子検査を合格できず部屋を去る。

### 倉品部屋

#### 三重親方（みえおやかた）
倉品部屋の親方。現役時代は元横綱・龍王。春日親方とは同期入門。襲名している年寄名跡が部屋の名称と一致しないため、部屋付き親方と見られる。
本名は友永晃。時期は明確に描写されていないが、当代師匠の娘である由利香と結婚し、倉品部屋の後継者となる。花嵐に負けず劣らず享楽的な性格で、酒・ゴルフなど趣味は多彩。春日親方とは現役時代から地位を越えた友情がある。また、はつ子の個性的な言行を気に入り、子供のように扱うなど、常習的に弄っている。一方、協会理事（審判部長）として咸臨丸と逆波の十両昇進を伝え、逆波には電話越しに直接昇進を伝え、激励の言葉を掛けている。

#### 友永 由利香（ともなが ゆりか）
倉品部屋の若内儀。三重親方の妻で倉品親方の娘。
国立大卒で水泳で国体出場経験を持つ文武両道の才媛。茶道・華道・料理の腕も一品で、相撲にも精通した美人内儀。婚前には当時現役力士だった山風（春日親方）に恋心を抱いていたと見られ、後に山風の妻となったはつ子には、嫉妬心を押し殺しつつ表向きには良好な関係を保つが、助言にかこつけた嫌みを言うことも多い。

#### 喜屋武 猛（きゃん たける）
倉品部屋所属力士（初登場時幕下→前頭）
沖縄県出身。倉品部屋期待のホープ。ソップ型のイケメン。疾患を抱える妹・安奈の医療費を稼ぐべく我武者羅に強くなりたい一心で、ストイックに稽古に取り組む。単行本3巻で初登場時は目付きが著しく鋭く、酷薄さが顕著に描写され、出稽古で倉品部屋を訪れた複数の力士達を負傷させたり、自身に纏わりついてきた仔犬を鬱陶しがり蹴飛ばしたりしていた。相撲の実力は相当なもので、髷も結えないうちに幕下上位に昇進し、当時十両の逆波と対戦した。この対戦で敗れた後、帰路で鉢合わせになった逆波に諭されて以降人間味を取り戻す。由利香からは将来横綱になると太鼓判を押されている。合理主義の一方で安奈の利得に結びつく依頼は一切拒否をせず、単行本17巻では佐伯の依頼に応じて安奈に大関昇進がかかった逆波の相撲を観戦させたこともある。また、シスコンと見られる発言も多く、上述の佐伯とのやり取りの後、花嵐及び咸臨丸を交えた酒席では特に顕著に描写された。

### 春日部屋後援者

#### 後援会会長
春日部屋後援会会長。眼鏡をかけ、頭頂部・前頭部が禿げ上がった小太りの中年男性、本名は作中において明らかにされていない。常日頃から力士たちの稽古を観察し、春日親方・はつ子共々力士たちを見守り、本場所における健闘に一喜一憂している。

#### 後援会副会長
春日部屋後援会副会長。頭頂部・前頭部が禿げ上がっているのは会長と共通だが、会長より細身で裸眼の中年男性、本名は杉井（ファーストネームは不明）。普段は口数が少ないが、酒席において悪酔いする傾向があり、特に逆波にはしばしば悪態をつく。一人息子を交通事故で亡くしてから7年後、当時新弟子の逆波に出会い、亡き息子に瓜二つであったことから逆波及び春日部屋の応援を生き甲斐とし始めた。

#### 「金澤青果店」店主
春日部屋を応援する地元商店街の人々の代表的存在。通称は「大将」。常に帽子と前掛け姿で、丸眼鏡をかけている。はつ子と同様に直情的な傾向があり、テレビに啖呵を切ったり、逆波の押し一筋の取り口を語りつつ涙を流したりする。

#### 清水（しみず）
妻に先立たれて以降春日部屋の近所に独居する相撲好き・世話好きな高齢者。春日親方が現役だった時期は地元で後援会長や町内会長を務めたとされる。隠居して以降も毎日熱心に春日部屋の朝稽古を見学していた。単行本第8巻において、場所前の稽古見学に訪れなかったことから安否を気遣い自宅アパートを訪れたはつ子に倒れている所を発見され一命をとりとめた。しかしその時点で末期癌に侵されており、逆波の相撲を何よりの生き甲斐として気力を保っている状態だった。以降、逆波を見守るべく本場所を観戦し続けていたが、十両で優勝争いのトップに位置していた逆波が土俵際の逆転勝ちで14連勝を決めた14日目の相撲を観戦した際に再び倒れ、以降危篤状態になった。清水が余命幾何もないことを認識した逆波は、清水に報いるべく千秋楽・喜屋武戦で奮起し勝利、逆波が十両全勝優勝を決めたのを見届けた直後に逝去した。

### その他の力士及び親方

#### 藤ノ川[41]（ふじのかわ）
大駒部屋所属の大ベテラン力士。単行本6巻で初登場時は39歳で十両に在位。
作中における初音の紹介によると、昭和46年九州場所で初土俵、昭和52年夏場所で新入幕、最高位関脇で幕内には延べ53場所在位し、殊勲賞・敢闘賞を各2回、技能賞を3回受賞し、「大相撲力士歌合戦」でも歌唱賞を受賞したとされる。また、単行本8巻に描写された新聞記事によると、出身地は栃木県で、得意技は突き落とし、昭和60年夏場所では三賞を独占した。
加齢に伴い衰えて番付を降下させて以降も、「自分が納得するまで現役を続けたい」として土俵に上がり続け、本場所で敗れた逆波と三番稽古を行う為に春日部屋に赴いた。上述の通り初音に誤解されたこともあるものの、引退直前まで情熱は健在に描写されていた。
上述の初音との入れ替え戦を最後に40歳で引退。引退後は年寄名跡を襲名せず、兄が経営する会社で人事部長に就任。

#### 岩塩親方（いわしおおやかた）
単行本14巻以降に登場。審判部長で元横綱・望海山、横綱在位28場所。現役時代から自己主張が強く、自身の部屋のみならず他の部屋の若い衆も酒席に同伴させ、誰も逆らえずにいた所、当時現役（山風）の春日親方は唯一、自身の部屋の力士を連れ回さないように抗議したが、それ以降春日親方との確執が取沙汰され、事実、正面解説の席では逆波の相撲を酷評し、はつ子を憤慨させた。しかしこれは逆波の将来を期待した上での厳しさであり、逆波が会心の相撲で勝利した際は素直に褒める発言をし、一方で逆波が大関昇進を決めた場所で終盤3連敗を喫したことには「3連敗はいささか問題」と主張した。

#### 北の花（きたのはな）
単行本17巻のみに登場する横綱力士、所属する部屋は不明。逆波の新小結と同じ場所に横綱に昇進。作中における柳の証言によると、横綱昇進前は逆波に合口がよく6戦全勝としていたが、新横綱の初日に逆波と対戦した際は押し出しで敗れ座布団の舞を起こさせた。

#### 荒岩（あらいわ）
単行本17巻のみに登場するベテランの大関力士、所属する部屋は不明。大関目前の逆波に立ちはだかり、大関という地位の重さや大関を目指す力士としての心構えを伝授する。逆波が新関脇の場所では、カド番・7勝7敗の状態で千秋楽に対戦した際は土俵際のうっちゃりで勝ち、大関の地位を死守した。

### その他（力士の配偶者・交際相手など）

#### 幸子（さちこ）
花嵐の妻・旧姓は今井。
大分県出身。夏木（花嵐）の幼なじみで、夏木とは中学生のころから交際を続け、倉品部屋に入門した際には一緒に上京。夏木との交際を中断してヒモ体質の男性に貢いでいた時期もあったが最終的に結婚し、後に女児・美晴を出産。婚前は美容師として働いていた。

#### 喜屋武 安奈（きゃん あんな）
喜屋武の妹。
白肌の美少女。病弱なため東京で入院していた。逆波との対戦をきっかけに兄の性格が明るくなって以降、逆波に好意を抱く。その後、逆波と幾度かのデートを重ねるが清い交際のまま進展せず、単行本12巻において沖縄県の親戚宅に転居。以降も電話や手紙のやり取りを継続（いわゆる遠距離恋愛）。上述の酒席における喜屋武の証言によると、高校1年次には学業成績が優良だったにもかかわらず、病欠の多さ故に留年を余儀なくされたという。

#### 白河 真留美（しらかわ まるみ）
逆波が後援会から紹介された見合い相手。中堅建設会社の一人娘。結婚願望は皆無であったため、逆波とは「会うだけ」のつもりで見合いをした。喫煙しながら非処女であることを公言するなど高飛車な性格で、見合いの席でも逆波を軽くあしらうような素振りを見せたが、土俵上での活躍とストイックな気構えを目の当たりにして以降、興味を示す。

#### シーナ
桜丸の元同級生の女性。単行本2巻で初登場時は17歳で、男友達2名と不良グループを結成していた。桜丸を冷やかすべく春日部屋を訪れた際には、「横綱になる」という夢を語った桜丸を、現実を直視していないとして嘲笑・批判した。しかしそのやり取りを耳にしたはつ子に叱責されて以降は、桜丸を応援する立場に変わり、自身もモデルになる夢を叶えるべく更生。のちに上京し、モデルとして生計を立て始める。単行本第14巻ではヌードになる仕事を取った旨を桜丸に報告し動揺させたが、実際は温泉に入浴する写真であって、裸であることが認識できるものではなく、桜丸を拍子抜けさせた。

#### 岡本 美保（おかもと みほ）
初音が稽古で負傷した際、入院先の病院に勤務していた看護師。負傷に伴う休場で幕下陥落が確定し、著しく落胆していた初音を気にかけるうちに親密になり、退院後に交際を開始。交際当初には“看護師と患者”の関係から脱却できず、尽くされたがる初音に業を煮やし、自身にも甘えさせてほしいと涙ながらに訴えた描写もあった。

#### 林 由美子（はやし ゆみこ）
春日部屋の近くに一人息子の祐太と住む絵本作家の女性。夫と離婚して以降、祐太を一人で育てる。後述する幼稚園の行事以降、臼木と交際を開始。当初は互いに遠慮し合ったがために破局しかけたが、祐太の臼木に対する嫌がらせを謝罪するために春日部屋を訪れた際、はつ子の取り成しにより本心を打ち明け合い交際を再開、再婚に至った。

#### 林 祐太（はやし ゆうた）
由美子と前夫との間に産まれた一人息子。後に臼木の継子となる。単行本7巻で初登場時は幼稚園児で由美子に引き取られて女手一つで育てられていた。通園先の幼稚園で逆波・桜丸・大竹らを交えたクリスマス行事が開かれた際は終始不機嫌な態度を取り、サンタクロースの存在を否定する主張をした上に、サンタクロースに扮した桜丸の腕に噛みつき行事を妨害した。しかしこれは「サンタクロースはパパが扮するもの」と由美子に教えられたことに起因するものであり、当該行事の後日（クリスマスイブ）に、はつ子及び春日部屋の力士たちが一斉にサンタクロースに扮して自宅を訪れて以降、クリスマスに好意的になった。由美子が臼木と交際中、破局の危機に陥った由美子の涙を目の当たりにした際は、涙の意味を的確に把握できず、臼木が由美子をいじめたと認識して臼木に対し嫌がらせを繰り返すなど、自身を一人で育てる由美子を思い遣る幼児とは思えない正義感の持ち主である。